# Liga Nacional de Básquet 1990-91
La temporada 1990-91 de la Liga Nacional de Básquet fue la séptima edición de la máxima competencia de clubes argentinos en dicho deporte. Además fue la primera temporada disputada con el calendario del hemisferio norte, comenzando en primavera y terminando en otoño, ya que anteriormente la liga se disputaba durante el otoño y terminaba en primavera.
Fue la segunda edición consecutiva que se disputó con catorce equipos y la primera donde la serie final fue al mejor de siete partidos. Se inició en octubre de 1990 y finalizó el 26 de mayo del 1991 con el sexto partido de la serie final entre Gimnasia y Esgrima Pedernera Unidos de San Luis y Estudiantes de Bahía Blanca en el Estadio Osvaldo Casanova de la ciudad bonaerense, en donde se consagraría como campeón el equipo visitante, luego de ganar la serie final 4 a 2.
Respecto de la pasada temporada, los descendidos River Plate y Ciclista Olímpico fueron reemplazados por Santa Paula de Gálvez y Boca Juniors.

## Posiciones finales
| Equipo | Equipo                         | PJ | PG | PP | Pts |
| ------ | ------------------------------ | -- | -- | -- | --- |
| 1.º    | GEPU                           | 53 | 39 | 14 | 92  |
| 2.º    | Estudiantes de Bahía Blanca    | 52 | 34 | 18 | 86  |
| 3.º    | Sport Club Cañadense           | 46 | 28 | 18 | 74  |
| 4.º    | Atenas                         | 47 | 27 | 20 | 74  |
| 5.º    | San Andrés                     | 43 | 25 | 18 | 68  |
| 6.º    | Independiente (Neuquén)        | 42 | 20 | 22 | 62  |
| 7.º    | Olimpo (Bahía Blanca)          | 45 | 21 | 24 | 66  |
| 8.º    | Gimnasia (Comodoro Rivadavia)  | 48 | 24 | 24 | 72  |
| 9.º    | Peñarol                        | 43 | 19 | 24 | 62  |
| 10.º   | Boca Juniors                   | 41 | 16 | 25 | 57  |
| 11.º   | Gimnasia y Esgrima (Pergamino) | 41 | 19 | 22 | 60  |
| 12.º   | Ferro Carril Oeste             | 41 | 17 | 24 | 58  |
| 13.º   | Echagüe (Paraná)               | 41 | 13 | 28 | 54  |
| 14.º   | Santa Paula (Gálvez)           | 41 | 10 | 31 | 51  |

|  |                          |
|  | Finalistas del certamen. |
|  | Desciende a la Liga B.   |

## Semifinales y final
|  | Semifinales      | Semifinales      | Semifinales      |                  |      | Final | Final | Final |  |
|  |                  |                  |                  |                  |      |       |       |       |  |
|  |                  |                  |                  |                  |      |       |       |       |  |
|  | GEPU             | GEPU             | 3                |                  |      |       |       |       |  |
|  | GEPU             | GEPU             | 3                |                  |      |       |       |       |  |
|  | Atenas           | Atenas           | 1                |                  |      |       |       |       |  |
|  | Atenas           | Atenas           | 1                |                  | GEPU | GEPU  | 4     |       |  |
|  |                  |                  |                  |                  | GEPU | GEPU  | 4     |       |  |
|  |                  |                  | Estudiantes (BB) | Estudiantes (BB) | 2    |       |       |       |  |
|  | Estudiantes (BB) | Estudiantes (BB) | Estudiantes (BB) | Estudiantes (BB) | 2    | 3     |       |       |  |
|  | Estudiantes (BB) | Estudiantes (BB) |                  |                  |      | 3     |       |       |  |
|  | Sport Club       | Sport Club       | 0                |                  |      |       |       |       |  |
|  | Sport Club       | Sport Club       | 0                |                  |      |       |       |       |  |
|  |                  |                  |                  |                  |      |       |       |       |  |

### Final
Gimnasia y Esgrima y Pedernera Unidos - Estudiantes (Bahía Blanca)
| 5 de mayo | GEPU | 118–107 | Estudiantes (BB) | San Luis                         |  |  |
|           |      |         |                  |                                  |  |  |
|           |      |         |                  | Pabellón: Estadio Emilio Perazzo |  |  |
| Serie 1-0 |      |         |                  |                                  |  |  |
|           |      |         |                  |                                  |  |  |

| 7 de mayo | GEPU | 94–77 | Estudiantes (BB) | San Luis                         |  |  |
|           |      |       |                  |                                  |  |  |
|           |      |       |                  | Pabellón: Estadio Emilio Perazzo |  |  |
| Serie 2-0 |      |       |                  |                                  |  |  |
|           |      |       |                  |                                  |  |  |

| 10 de mayo | Estudiantes (BB) | 86–88 | GEPU | Bahía Blanca                       |  |  |
|            |                  |       |      |                                    |  |  |
|            |                  |       |      | Pabellón: Estadio Osvaldo Casanova |  |  |
| Serie 0-3  |                  |       |      |                                    |  |  |
|            |                  |       |      |                                    |  |  |

| 12 de mayo | Estudiantes (BB) | 138–111 | GEPU | Bahía Blanca                       |  |  |
|            |                  |         |      |                                    |  |  |
|            |                  |         |      | Pabellón: Estadio Osvaldo Casanova |  |  |
| Serie 1-3  |                  |         |      |                                    |  |  |
|            |                  |         |      |                                    |  |  |

| 19 de mayo | GEPU | 101–106 | Estudiantes (BB) | San Luis                         |  |  |
|            |      |         |                  |                                  |  |  |
|            |      |         |                  | Pabellón: Estadio Emilio Perazzo |  |  |
| Serie 2-3  |      |         |                  |                                  |  |  |
|            |      |         |                  |                                  |  |  |

| 26 de mayo | Estudiantes (BB) | 86–89 | GEPU | Bahía Blanca                       |  |  |
|            |                  |       |      |                                    |  |  |
|            |                  |       |      | Pabellón: Estadio Osvaldo Casanova |  |  |
| Serie 2-4  |                  |       |      |                                    |  |  |
|            |                  |       |      |                                    |  |  |

Gimnasia y Esgrima y Pedernera Unidos

Campeón

Primer título

## Plantel campeón
- Héctor Campana
- Gustavo Ismael Fernández
- Alejandro Gallardo
- Diego Maggi
- Edgard Merchant
- Carl Amos
- Fernando Allemandi
- Pablo Conte
- Javier Medina
- Leonardo Díaz
- Juan Guinder
- Charles Parker
- James Parker (baja)

- Director técnico: Daniel Rodríguez